# Paul Ben-Haim
Paul Ben-Haim (født Paul Frankenburger) (født 5. juli 1897 i München - død 14. januar 1984 i Tel Aviv) var en israelsk komponist.
Ben-Haim var født og studerede komposition i Tyskland, hvorefter han underviste i komposition. I 1933 emigrerede han til Israel og levede i det østlige Jerusalem. I 1948 blev han israelsk statsborger. 
Han har skrevet to symfonier, hvoraf den første er en dedikation til Israel og dets folk. Han har også skrevet kammermusik, værker for kor, orkesterværker, værker for solo instrumenter og sange. Ben-Haim komponerer i romantisk stil med inspiration fra Mellemøstens tonesprog. Han skrev den første israelske symfoni som også blev uropført på israelsk grund.

## Udvalgte værker
- Symfoni nr. 1 (1940) - for orkester
- Symfoni nr. 2 (1945) - for stort orkester
- Fanfare for Israel (1950) - for orkester
- Cellokoncert (1962) - for cello og orkester
- "Det evige tema" (1965) - for orkester
- Concerto Grosso (1931) - for orkester
- Koncert (1947) - for strygere
- Klaverkoncert (1963) - for klaver og orkester
- Violinkoncert (1960) - for violin og kammerorkester
- Den søde salme fra Israel" (1953) - for cembalo, harpe og orkester
- Sonate (1951) - for soloviolin